# Saint-Christophe-sur-Guiers
Saint-Christophe-sur-Guiers este o comună în departamentul Isère din sud-estul Franței. În 2009 avea o populație de 764 de locuitori.

## Evoluția populației
| An        | 1975 | 1982 | 1990 | 1999 | 2006 | 2009 |
| --------- | ---- | ---- | ---- | ---- | ---- | ---- |
| Populație | 430  | 599  | 709  | 720  | 766  | 764  |